# Phin
Le phin  (thaï : พิณ, API : [pʰīn]) appelé aussi Pin, guitare Isan, harpe, mandoline....est un type de luth diatonique construit en forme de poire. Originaire de la région thaïlandaise d'Isan, l'instrument est joué principalement par le peuple Lao de souche thaïlandaise ou laotienne. Il dispose de frettes collées au manche sur lequel sont fixées trois ou quatre cordes métalliques. Le musicien  pince les cordes, avec un médiator tenu dans la main droite, pendant le jeu .